# 敖特奇庙
敖特奇庙，法名广福寺，位于中国内蒙古自治区通辽市科尔沁左翼后旗吉尔嘎朗镇，是一座藏传佛教格鲁派寺院。

## 简介
清朝雍正初年，来自蒙古贞（今阜新）的藏医包德巴比丘在吉尔嘎朗图塔拉（当时称为“昭斯楞图塔拉”）和两名弟子行医。雍正八年 （1730年），包德巴获得郡王罗布桑喇什允准，以行医收入为建设资金，在昭斯楞图塔拉的温钦岗之上建成了7间喇嘛庙，命名为“敖特奇庙”。因建庙的包德巴是藏医，故以藏医始祖敖特奇命名，“敖特奇”是指佛教中的药王佛。清朝道光十九年（1839年），重建敖特奇庙120间，称为“广福寺”，由道光帝御赐匾额，上书“广光玉壁三宝”六个字，并发给度牒40枚。广福寺鼎盛时期，有喇嘛700多名。